# 4751 Alicemanning
A 4751 Alicemanning (ideiglenes jelöléssel 1991 BG) a Naprendszer kisbolygóövében található aszteroida. Brian G. W. Manning fedezte fel 1991. január 17-én.